# Diebold Schilling der Ältere

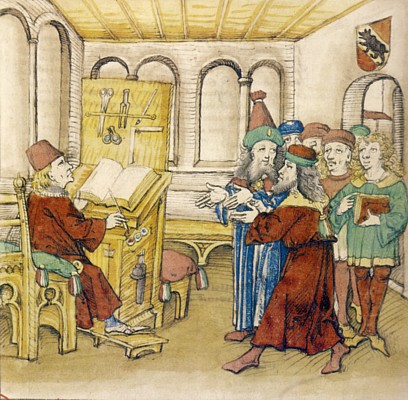
Diebold Schilling in seinem Atelier; aus der Spiezer Chronik

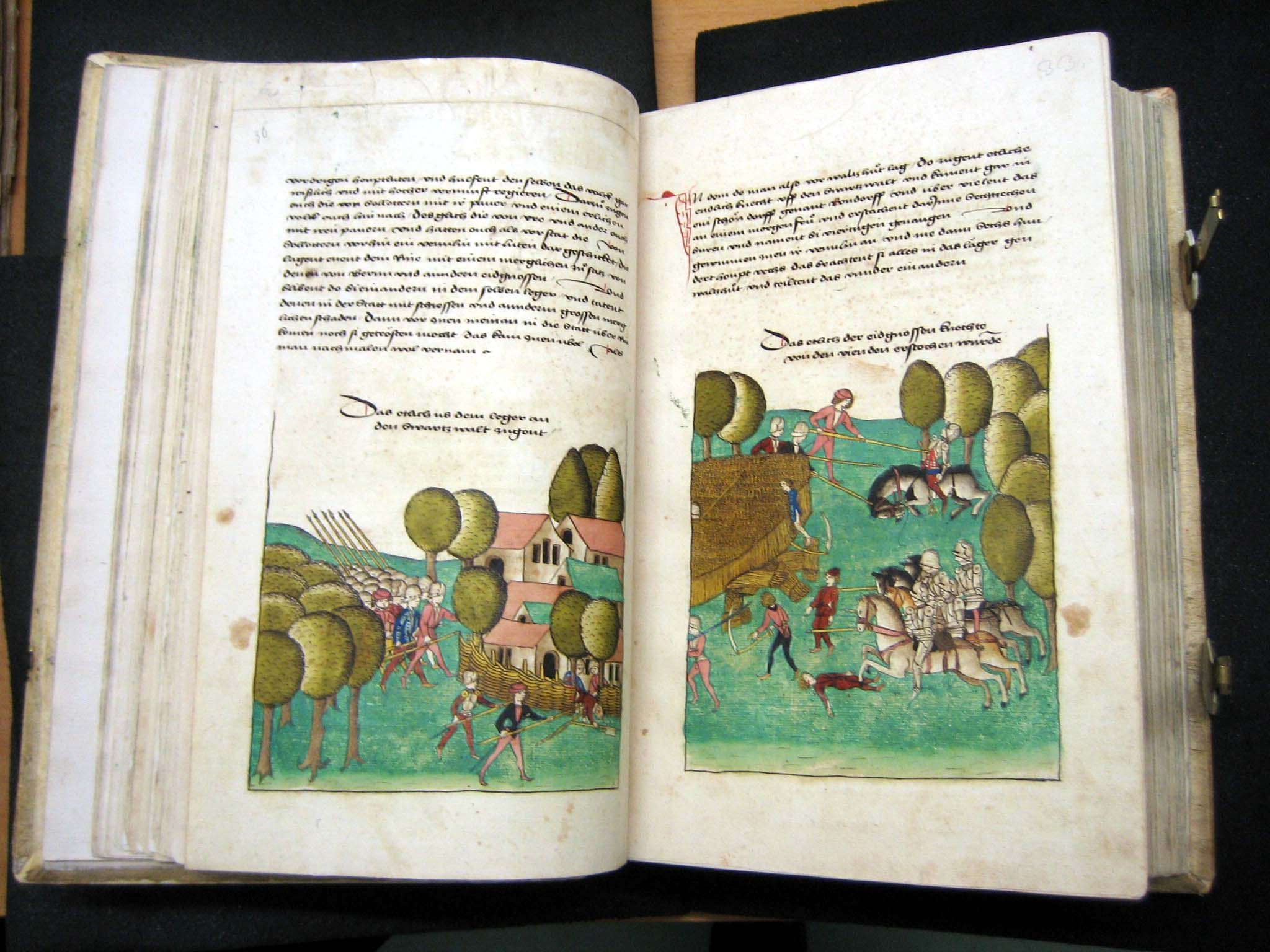
Doppelseite aus der Burgunderchronik

Diebold Schilling der Ältere (* um 1445; †  um 1486) war Geschichtsschreiber und Verfasser der Berner Chronik in der Tradition der Schweizer Bilderchronik.
Er war der zweite Sohn des Niklaus Schilling aus Solothurn und der Onkel des Chronisten Diebold Schilling der Jüngere. Ausgebildet wurde er in der Werkstätte Diebold Laubers und auf der Kanzlei Luzern. 1460 trat er in den Dienst der Kanzlei der Stadt Bern, wurde Bürger der Stadt und 1468 Mitglied des Grossen Rates. 1485 trat er offenbar aus gesundheitlichen Gründen von seinem Amt als Gerichtsschreiber zurück. Seit den 1460er-Jahren beschäftigte er sich mit Darstellungen der bernischen und eidgenössischen Geschichte. Er nahm an den Burgunderkriegen teil. 
Vom Diebold Schilling sind drei Werke erhalten geblieben: die Grosse Burgunderchronik oder der «Zürcher Schilling», die dreibändige Amtliche Berner Chronik, die den Zeitraum von 1152 bis 1480 abdeckt und als Schillings letztes Werk die Spiezer Chronik, eine Auftragsarbeit für den Berner Alt-Schultheissen Rudolf von Erlach, die als künstlerische Krönung von Schillings Werk gilt.